# Teoria del complotto lunare

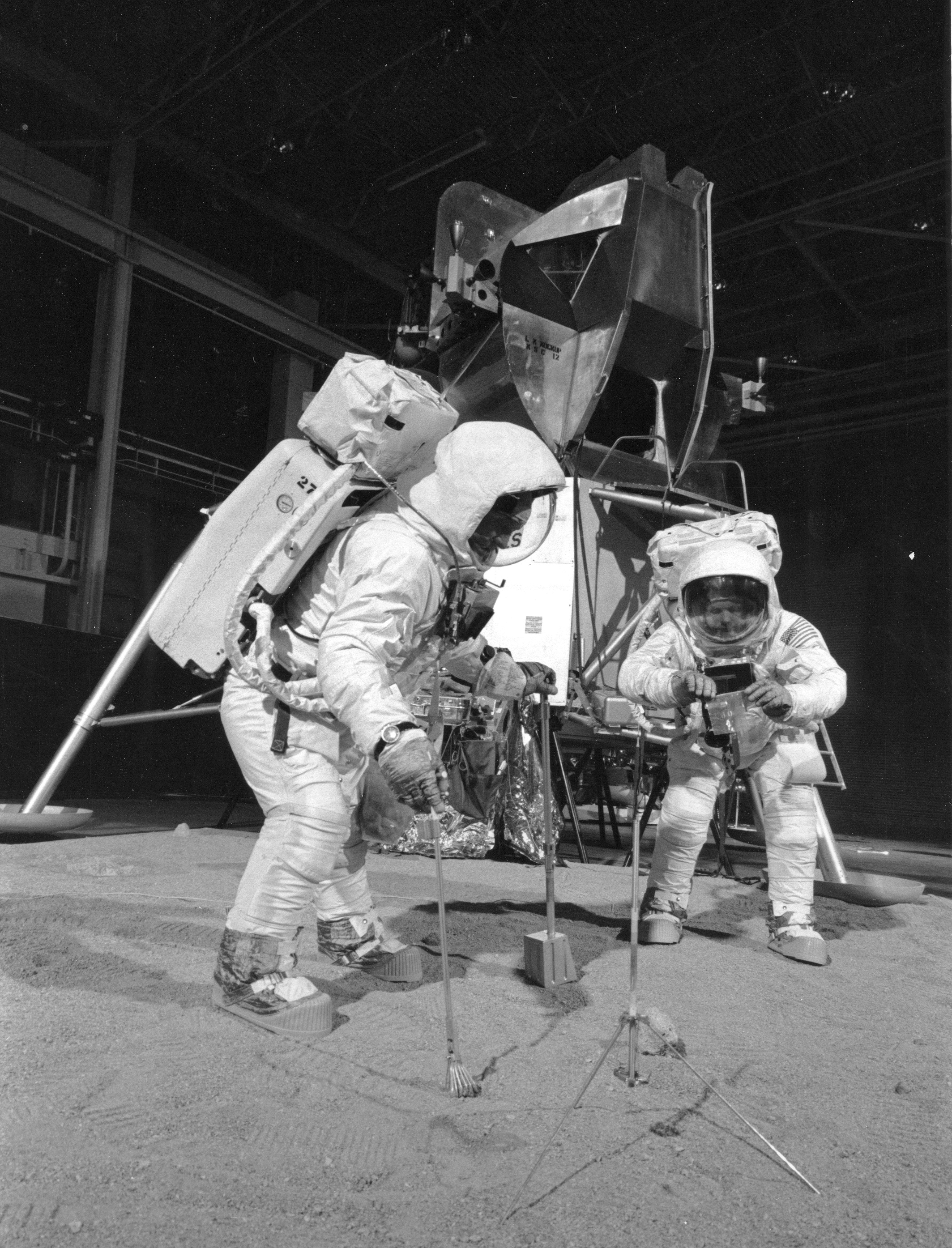
Buzz Aldrin e Neil Armstrong si allenano nei laboratori della NASA. I teorici del complotto sostengono che lo sbarco sia stato simulato in uno studio cinematografico simile a questo

La teoria del complotto lunare (in inglese detta anche Moon Hoax, "frottola della Luna") è l'ipotesi complottista secondo cui le missioni del programma Apollo non avrebbero realmente trasportato gli astronauti sulla Luna, e le prove degli allunaggi sarebbero state falsificate dalla NASA, con la collaborazione del governo degli Stati Uniti, in competizione con l'URSS per la "conquista dello spazio" nel panorama generale della guerra fredda. Secondo i teorici del complotto, le immagini degli allunaggi sarebbero riprese fatte in uno studio cinematografico con l'ausilio di effetti speciali. Nel 1999 un sondaggio della Gallup ha rilevato che il 6% degli statunitensi aveva dubbi sull'allunaggio.
Il consenso scientifico è che le missioni Apollo sono state reali e l'uomo ha indiscutibilmente camminato sulla Luna, come dimostrato anche da numerose prove indipendenti.

## Origini della teoria
La teoria del complotto lunare appare nei media per la prima volta nel 1976 con il libro Non siamo mai andati sulla luna (We Never Went to the Moon), dell'americano Bill Kaysing in collaborazione con Rendy Reid.
Kaysing, laureato in lingua e letteratura inglese (Bachelor of Arts) presso l'Università della California meridionale, dichiara di scrivere basandosi sulle proprie esperienze lavorative presso la Rocketdyne, un'azienda produttrice di motori a razzo. Il ruolo di Kaysing era però di supervisione nella stesura dei manuali tecnici, non progettuale, e terminò nel 1963, diversi anni prima delle missioni Apollo.
Nel suo libro, Kaysing afferma che la tecnologia degli anni sessanta non sarebbe stata sufficientemente avanzata da permettere un allunaggio con equipaggio; che la NASA, a causa della cattiva amministrazione di quegli anni, non avrebbe potuto avere il successo dichiaratamente ottenuto, e che la motivazione di NASA e Rocketdyne per fingere l'allunaggio sarebbe stata di natura economica.
Secondo Kaysing, l'incaricato a girare i filmati delle missioni sarebbe stato il regista Stanley Kubrick, già famoso per gli effetti speciali nel suo film 2001: Odissea nello spazio. L'incarico gli sarebbe stato assegnato sotto la minaccia di rendere pubblico il coinvolgimento di un suo fratello "Raul" col partito comunista. Queste affermazioni contrastano però con il fatto che Kubrick non ha mai avuto alcun fratello, ma solo una sorella minore, Barbara Mary, nata nel 1934. Il filmato dell'allunaggio sarebbe stato girato alla Norton Air Force Base di San Bernardino.

Un'ulteriore prova del fatto che Kubrick non ha mai girato il presunto film dell'allunaggio in alcuno studio cinematografico, sono le recenti dichiarazioni della figlia Vivian, che definisce la questione "una menzogna grottesca".
Quelle di Kaysing sono le prime affermazioni a carattere complottista sulle missioni Apollo ad essere pubblicate in un libro. Tali affermazioni sono ad oggi ritenute valide da alcuni sostenitori della teoria del complotto lunare.
Nel suo libro A Man on the Moon, pubblicato nel 1994, Andrew Chaikin sostiene che teorie del complotto sugli allunaggi circolavano già ai tempi della missione dell'Apollo 8, nel dicembre 1968.

## Caratteristiche della teoria

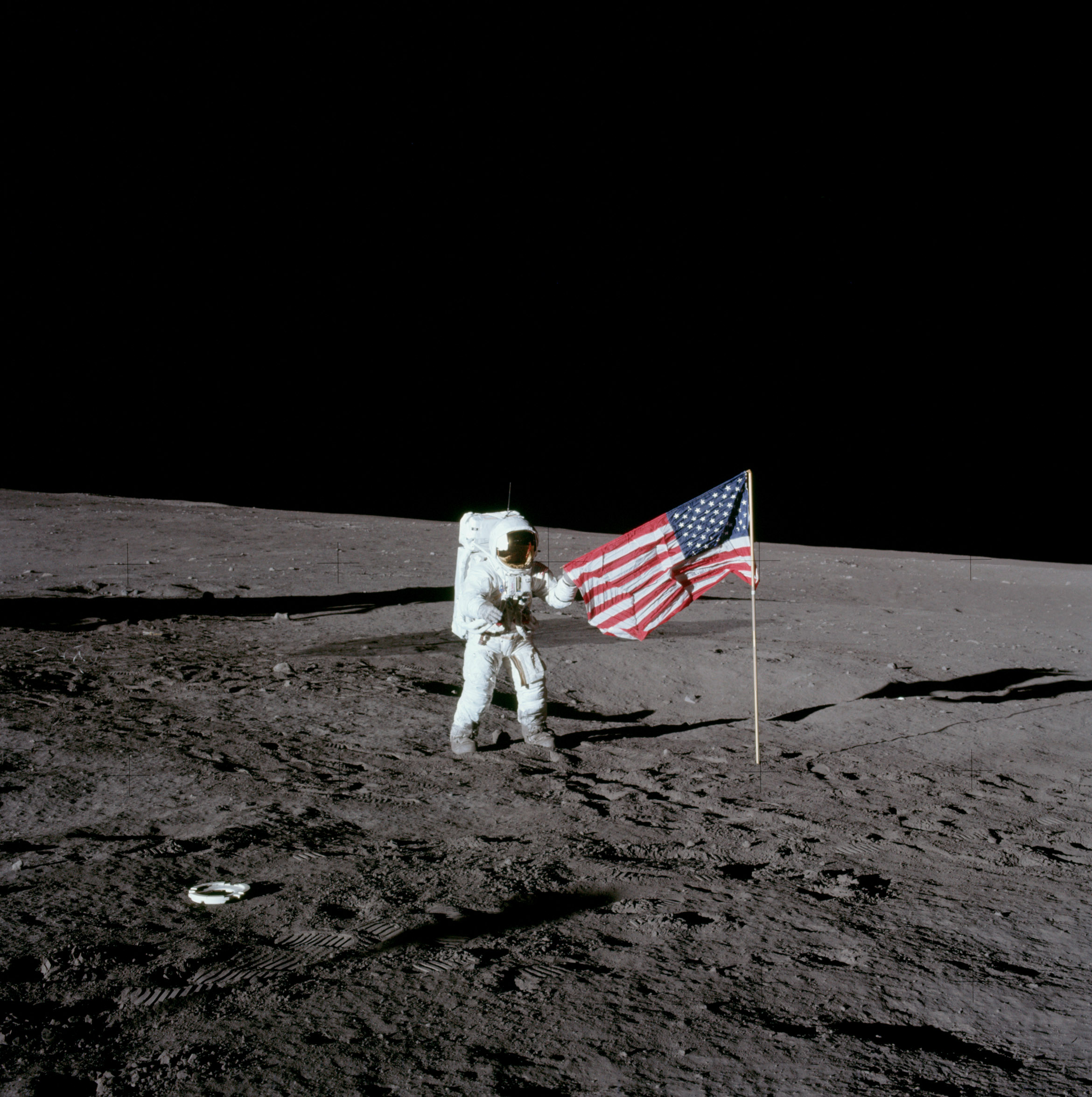
Charles Conrad pianta la bandiera statunitense sul suolo lunare

Esistono versioni distinte e numerose affermazioni di diverso tenore che vengono accorpate nella “teoria del complotto lunare”. Le affermazioni contenute nel libro di Kaysing sono quelle generalmente ritenute valide dai sostenitori della teoria.
Secondo alcuni teorici del complotto, la corsa verso la Luna va vista nel complesso ambito della guerra fredda. Le prime tappe di questa corsa erano state vinte dall'Unione Sovietica, che era riuscita a mandare in orbita il primo satellite artificiale, a fotografare l'altra faccia della Luna e a portare il primo uomo nello spazio. Gli americani avrebbero quindi inscenato la conquista della Luna per potersi fregiare di questo prestigioso successo.
Questa vittoria tecnologica fu per il popolo americano estremamente motivante quale dimostrazione di supremazia non solo militare. Il progetto di esplorazione umana della Luna subentrò all'abbandonato progetto A119, "A Study of Lunar Research Flights", sviluppato nel 1950 dalla Armour Research Foundation di Chicago (oggi Illinois Institute of Technology Research) per l'Aeronautica militare statunitense che prefigurava l'esplosione di una testata nucleare sulla Luna. Si presuppone che lo scopo fosse di dimostrare la superiorità militare sull'Unione Sovietica e sul resto del mondo durante la guerra fredda. I piani non furono mai svelati perché comportavano rischi incalcolabili e perché l'esplorazione umana fu considerata assai più accettabile dal pubblico.
Secondo altri l'allunaggio sarebbe stato inscenato per distrarre gli americani dalla guerra del Vietnam.
Una possibile motivazione della NASA per inscenare gli allunaggi sarebbe stata il timore di perdere il budget assegnatole, che ammontava già allora a 30 miliardi di dollari. Le missioni Apollo sarebbero state messe in scena per attirare l'interesse della popolazione verso le missioni lunari e assicurarsi il finanziamento delle future attività.
L'idea predominante della teoria del complotto è che gli astronauti non siano mai andati sulla Luna, ma esistono anche altre versioni della teoria. Una di queste sostiene che la NASA non riuscì a riprendersi velocemente dall'incidente dell'Apollo 1 e per non rischiare nuove perdite umane inscenò il falso allunaggio.
Secondo un'altra versione sostenuta da un fotografo francese, Philippe Lheureux, autore del libro Lumières sur la Lune, lo sbarco umano sulla Luna c'è stato veramente, ma la NASA ha diffuso false fotografie per evitare che altre nazioni potessero trarre beneficio dalle informazioni scientifiche deducibili dalle vere fotografie. Una teoria analoga è sostenuta da William L. Brian, ingegnere nucleare statunitense e autore del libro Moongate, che sostiene che lo sbarco sulla Luna c'è stato veramente, ma le vere scoperte fatte dagli astronauti sono state tenute nascoste.
I teorici del complotto si basano su presunte incongruenze presenti nelle fotografie e nei filmati delle missioni o citano alcune morti accidentali dei piloti coinvolti nelle missioni come dimostrazione di un ipotetico insabbiamento.

## Obiezioni alla teoria
Il consenso scientifico e degli addetti ai lavori è che non vi è alcun dubbio sulla realtà oggettiva delle missioni lunari e sul fatto che l'uomo abbia camminato sulla Luna. Diversi esperti ritengono che la messinscena necessaria per fingere le missioni Apollo sarebbe stata troppo complessa sia per la quantità di reperti prodotti che per il numero di persone coinvolte, come si specifica di seguito.
Le missioni lunari Apollo hanno comportato la produzione di un gran numero di materiali: fotografie, filmati, registrazioni audio delle comunicazioni tra gli astronauti e le basi terrestri, campioni di rocce lunari riportati a terra, dati scientifici derivanti da misurazioni strumentali ed esperimenti condotti dagli astronauti, che hanno condotto alla redazione di centinaia di articoli scientifici, archiviati sul database Astrophysics Data System. Falsificare tutti questi materiali fin nei minimi dettagli in modo da ingannare scienziati, tecnici ed esperti vari sarebbe stato troppo complicato.
James Longuski, docente alla Purdue University, nota come l'ampiezza e la complessità del complotto dovrebbe essere tali che sia impossibile considerarlo verosimile. Più di 400 000 persone lavorarono per il progetto lunare per circa dieci anni e una dozzina di uomini che camminarono sulla Luna tornarono raccontando la propria esperienza. È quindi inverosimile che centinaia di migliaia di persone appartenenti alle categorie più diverse (astronauti, ingegneri, tecnici, burocrati e altri) abbiano mantenuto il segreto. Sarebbe stato infatti più semplice atterrare sulla Luna che inscenare un complotto di simili proporzioni. Analoga considerazione, sottolineando l'assurdità della teoria del complotto, è svolta anche dal giornalista Beppe Severgnini. Il complotto non si sarebbe potuto limitare solo alla NASA, ma avrebbe dovuto coinvolgere anche personale esterno, dato che la costruzione dei mezzi spaziali era appaltata a ditte private i cui ingegneri avevano parte attiva nella progettazione.
Secondo lo scrittore e semiologo Umberto Eco, l'argomento decisivo contro la teoria del complotto consiste nel fatto che i sovietici, pur avendone sia l'interesse sia le possibilità tecniche, non abbiano rilevato e denunciato la presunta falsità dello sbarco sulla Luna:
L'astronauta Michael Collins, nel documentario In the Shadow of the Moon, ha fatto notare la difficoltà e complessità di falsificare sei allunaggi nell'arco di tre anni (dal 1969 al 1972), coinvolgendo parecchie persone e portando avanti una disinformazione prolungata con tutti i rischi connessi di indiscrezioni; se si fosse voluto produrre un falso, sarebbe stato più semplice limitarsi a uno o due allunaggi e poi fermare il programma Apollo: da questo punto di vista, l'incidente dell'Apollo 13 sarebbe stata un'ottima scusa per fermare tutto il programma.
I debunker del complotto obiettano che se la NASA avesse deciso di falsificare gli allunaggi sarebbe stato logico e prudente ridurre al minimo certe attività e quindi fare pochissime fotografie, non girare video o fare filmati brevi, non dare appalti esterni, non fornire abbondanti notizie alla stampa. Sarebbe stato assurdo e molto rischioso, oltre che praticamente impossibile, falsificare un'enorme massa di documentazione come migliaia di fotografie e decine di ore di filmati.

### Obiezioni degli scienziati
Alcuni scienziati si sono occupati in particolare della teoria del complotto lunare, rispondendo alle obiezioni avanzate dai fautori della teoria.
Martin Hendry e Ken Skeldon dell'Università di Glasgow nel 2004 hanno ricevuto dal Particle Physics and Astronomy Research Council l'incarico di indagare sulle tesi relative alla teoria del complotto lunare. Nel novembre 2004 hanno tenuto al Glasgow Science Centre una lezione in cui le dieci principali tesi avanzate dai sostenitori del complotto sono state ad una ad una esaminate e rifiutate.
Alex R. Blackwell dell'Università delle Hawaii ha invece esaminato le foto prese dagli astronauti dell'Apollo in orbita intorno alla Luna e ha evidenziato che sono le migliori immagini disponibili dei siti di atterraggio; tali foto mostrano le ombre del lander, anche se la risoluzione non permette di vedere il lander stesso.
Vince Calder e Andrew Johnson hanno invece esaminato la teoria del complotto alla luce del metodo scientifico e hanno preparato una dettagliata confutazione di questa teoria sotto forma di domande e risposte, che hanno pubblicato sul sito web dell'Argonne National Laboratory. Secondo le indicazioni del metodo scientifico, un'ipotesi che è contraddetta da fatti osservabili deve essere rigettata; tutte le evidenze riguardanti lo sbarco lunare vengono invece sistematicamente rifiutate dai sostenitori del complotto.
I due ricercatori mostrano che il racconto della NASA è fondamentalmente accurato e coerente, concedendo alcuni errori comuni come foto mal inquadrate e imperfezioni nei ricordi personali. Nelle ipotesi del complotto mancano invece un quadro unitario e una consistenza narrativa, perché le spiegazioni variano a seconda dei proponenti e in qualche caso uno stesso proponente fornisce ipotesi diverse. L'ipotesi del reale allunaggio è una singola storia, che proviene da una singola fonte. Ci sono invece molte ipotesi di complotto, ciascuna delle quali si indirizza ad uno specifico aspetto dell'allunaggio; questa variazione è considerata un'indicazione chiave che le ipotesi sul falso allunaggio costituiscono una teoria del complotto.
Altri scienziati hanno svolto attività divulgative chiarendo i dubbi relativi all'allunaggio in programmi televisivi e siti web. Tra questi vi sono:
- Jim Scotti, astronomo statunitense curatore di una pagina sulle missioni Apollo del sito del Planetario dell'Università dell'Arizona[28]
- Phil Plait, astronomo statunitense curatore del sito Bad Astronomy
- Jay Windley, ingegnere aerospaziale statunitense, curatore del sito web Moon Base Clavius
- Harald Lesch, astrofisico tedesco, docente all'Università di Monaco di Baviera e curatore di programmi di divulgazione scientifica in alcune emittenti televisive tra cui ZDF[29]
- Michael Shermer, storico della scienza, fondatore dell'associazione The Skeptic Society ed editore della rivista Skeptic[30]

### Immagini della sonda SELENE
La sonda giapponese SELENE, lanciata nel 2007, ha eseguito foto e rilievi della zona dove è sbarcato l'Apollo 15 ed è risultata una perfetta corrispondenza con le foto scattate dagli astronauti americani nel 1971; si tratta di una prova importante, fornita dall'Agenzia Spaziale di un'altra nazione.

### Immagini della sonda Chandrayaan 1
La sonda indiana Chandrayaan 1 ha fotografato il sito di allunaggio dell'Apollo 15, rilevando i segni dell'atterraggio del modulo lunare. Secondo Prakash Chauhan, scienziato dell'ISRO, l'Agenzia Spaziale Indiana, le immagini riprese dalla fotocamera multispettrale della sonda hanno confermato la veridicità della missione lunare Apollo 15.

### 2009: le immagini della zona d'allunaggio

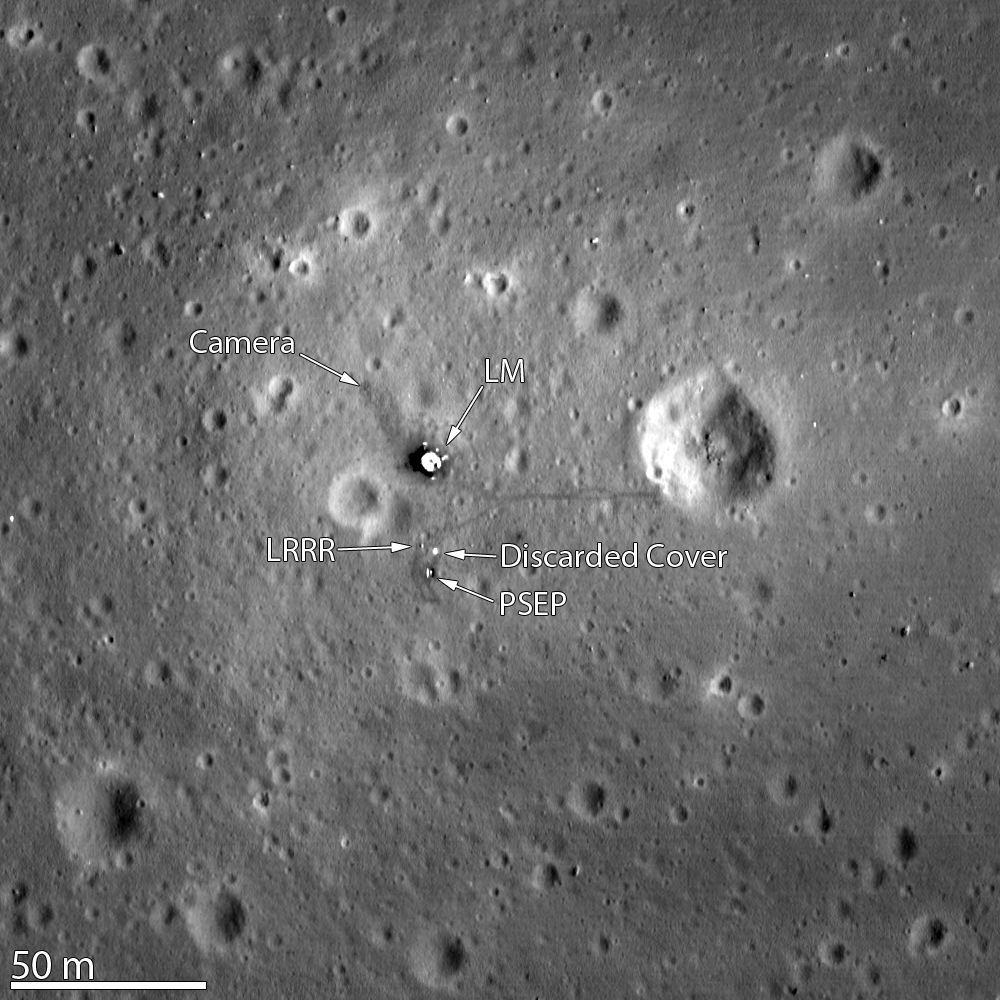
Immagine dalla missione LRO che mostra la zona di allunaggio dell'Apollo 11.

Il 17 luglio del 2009 la NASA ha cominciato a divulgare le foto delle zone d'allunaggio dell'Apollo 11, Apollo 14, Apollo 15, Apollo 16 e Apollo 17 acquisite nell'ambito della missione Lunar Reconnaissance Orbiter già prima che fosse raggiunta l'orbita di destinazione.

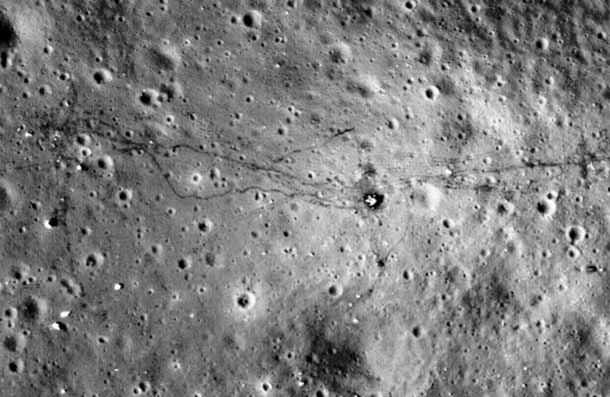
Immagine dalla missione LRO che mostra l'ombra del tracciato degli pneumatici lasciate dal Rover lunare dell'Apollo 17.

Le foto a più alta risoluzione riprese nel 2011, quando LRO aveva raggiunto l'orbita stabilita, mostrano ciò che rimane dei moduli lunari sulla superficie, alcune apparecchiature usate per gli esperimenti scientifici e l'ombra del tracciato di impronte lasciate da un astronauta della missione Apollo 17 tra i lander e le apparecchiature scientifiche per gli esperimenti. Nel settembre 2011 la sonda Lunar Reconnaissance Orbiter è scesa fino ad una distanza di soli 25 km dalla superficie, inviando nuove immagini dei siti degli allunaggi, alla definizione di 25 cm/pixel.

## Reazioni della NASA
Nel 2002, la NASA commissionò a James Oberg per 15 000 dollari un libro che rigettasse punto per punto le affermazioni dei complottisti, ma lo stesso anno cancellò la commessa a fronte delle lamentele di chi vedeva in tale azione una legittimazione delle accuse dei complottisti. Oberg, da parte sua, dichiarò di voler portare a termine il progetto.

## Riferimenti nella cultura di massa

### Cartoni animati
Nell'undicesimo episodio della seconda stagione di Brickleberry, intitolato Viaggio su Marte, i personaggi inscenano un atterraggio su Marte, chiaro riferimento al falso dell'allunaggio.
Nel film di animazione Minions i personaggi gialli passano attraverso lo studio nel quale la NASA avrebbe inscenato l'allunaggio.
Nel decimo episodio della terza stagione di Rick and Morty, il protagonista Rick va alla Casa Bianca e attraversa velocemente quello che sembra essere il set di un finto allunaggio.
Nel quarto episodio della quarta stagione de I Griffin, Peter evoca un flashback esclamando di aver avuto "la migliore idea da quando hanno falsificato l'atterraggio sulla luna". Nel flashback si vede Neil Armstrong uscire da uno studio televisivo (set di un finto allunaggio). Riconosciuto da un passante che sostiene l'astronauta dovrebbe in quel momento essere sulla luna, lo stesso lo stordisce e lo carica nel baule della propria automobile.

### Cinema

#### Il filmCapricorn One
A contribuire ulteriormente alla diffusione popolare della teoria fu Capricorn One, un film del 1977 per la regia di Peter Hyams. La trama tratta, in maniera analoga, di una missione su Marte. Nel film, la NASA scopre di non essere in grado di partire per la missione; al fine di evitare che i finanziamenti per missioni successive vengano cancellati, decide di inscenare il tutto in uno studio televisivo. Poco prima del lancio, gli astronauti vengono portati in una base militare nel deserto. Così, il razzo viene lanciato vuoto nello spazio, e all'umanità vengono presentate le immagini registrate in un apposito studio televisivo. Mentre il mondo si prepara a festeggiare gli astronauti al rientro dalla missione, accade però che la capsula (vuota) esploda durante il rientro in atmosfera. Così la NASA si trova costretta ad "eliminare" gli astronauti, per evitare il rischio che l'inganno possa venire scoperto. Gli astronauti, scoperto tale progetto, riescono tuttavia a fuggire dalla base militare. Vengono dunque inseguiti attraverso il deserto per essere eliminati. Contemporaneamente, un giornalista (nel film con il nome di Robert Caulfield) inizia la sua ricerca su diversi fatti anomali della missione, scoprendo a mano a mano l'imbroglio messo in scena dalla NASA.

#### Altri film
Nel film Agente 007 - Una cascata di diamanti (1971) il protagonista James Bond, durante una fuga, si ritrova nel mezzo di un set rappresentante lo sbarco sulla Luna, con astronauti che si muovono al rallentatore per la messinscena.
Operazione Luna (Kubrick, Nixon e l'uomo sulla Luna) (2002) è un falso documentario che ricostruisce il complotto e l'ipotetico ruolo del regista Kubrick.
Il film Apollo 18 (2011) è un horror realizzato in stile falso documentario che parla di una missione di routine che si svolge in segreto sulla Luna ed in cui vengono ritrovati dei video lasciati dagli astronauti delle precedenti missioni e che rivelano scioccanti avvenimenti relativi all'incontro con forme di vita aliene altamente ostili.
Nel film Interstellar (2014) viene mostrato che nelle scuole del 2067, epoca d'ambientazione del film, nelle ore di storia si insegna che l'allunaggio del 1969 non fu reale, ma fu in verità una geniale ricostruzione cinematografica atta a vincere la gara spaziale tra Unione Sovietica e Stati Uniti d'America, come attualmente sostenuto dalla teoria del complotto lunare. A tale insegnamento errato, si oppone il protagonista del film in una scena. La scelta di istruire i giovani erroneamente, voluta dal governo dell'epoca, è dovuta al fatto che, nel film, viene cercato di incentivare i giovani a diventare contadini piuttosto che astronauti, a causa delle scarsissime risorse presenti sulla terra nel 2067.
Il film francese Moonwalkers (2015) di Antoine Bardou-Jacquet riprende in chiave umoristica la teoria dell'accordo con Kubrick per la realizzazione di un filmato da diffondere nel caso in cui qualcosa nel vero allunaggio fosse andato storto.
Il film Operazione Avalanche (2016) si basa sulle tesi del complotto lunare riportando quelli che appaiono in tutti i dettagli un complotto realizzato dalla CIA per falsificare lo sbarco; tutto il film è montato come un inside-story.
Nel film statunitense Fly Me to the Moon (2024), diretto da Greg Berlanti, mentre fervono i preparativi per il lancio dell'Apollo 11, la NASA assume una pubblicista per preparare in segreto un finto allunaggio da mostrare al pubblico nel caso quello reale fallisse.

### Fumetti
Un episodio di Martin Mystère di Alfredo Castelli, intitolato Cospirazione luna (numero 295, febbraio-marzo 2008) è interamente dedicato all'ipotetico complotto sull'allunaggio dell'Apollo.
Nel manga Billy Bat di Naoki Urasawa, tra le varie idee complottistiche viene dato un arco narrativo anche al complotto lunare (e anche all'idea che la stessa teoria possa essere un complotto).

### Musica
I video musicali della canzone On the top of the World degli Imagine Dragons e della canzone Amerika dei Rammstein riprendono questo argomento. Inoltre nel video On the top of the World c'è un'imitazione del presidente Nixon e una citazione da HAL 9000 del film 2001: Odissea nello spazio di Kubrick. Inoltre il gruppo punk rock svedese Refused ha intitolato una canzone The Apollo Program Was a Hoax.

### Televisione
Il programma della RAI La storia siamo noi ha realizzato una puntata dal titolo Il lato oscuro della Luna, proponendo dubbi e incongruenze della missione Apollo, nel clima di contrapposizione USA-URSS di quel periodo. Le teorie del complotto sono state citate e confutate anche nella trasmissione Quella notte sulla Luna del 20 luglio 2019 in occasione del cinquantesimo anniversario dello sbarco lunare, condotta da Alberto Angela con le testimonianze del padre, Piero, corrispondente RAI dalla Florida per gran parte del programma spaziale statunitense di quegli anni.
Il programma MythBusters ha dedicato una puntata alla verifica delle teorie del complotto.

### Videogiochi
Nel videogioco GTA Vice City è presente un set cinematografico che riproduce la superficie lunare con il LEM e una bandiera americana, richiamo alle teorie complottiste sull'allunaggio.
Anche nei videogiochi Duke Nukem 3D e Just Cause 4 è presente un easter egg simile: nel primo, negli studi cinematografici dell'episodio Shrapnel City; nel secondo, all'interno di una montagna.